# 羽根の生えた蛇の逆襲 (アルバム)
『羽根の生えた蛇の逆襲』（はねのはえたへびのぎゃくしゅう、La Vengeance du serpent à plumes）は、ミッシェル・ポルナレフの音楽アルバム。ジェラール・ウーリー監督による同名の喜劇映画のサウンドトラックとして1984年にリリースした。ポルナレフが音楽を担当した映画・ドラマとしてはこれが9作目。
10曲が収録され、ポルナレフ自身がボーカルをとる9曲目「美女は復讐する（何度も何度も）」以外はインストゥルメンタル。

## 収録曲
| 全作詞・作曲: ミッシェル・ポルナレフ アレンジ：全てミッシェル・ポルナレフ（「羽根の生えた蛇の追跡」のみジャン・ブシェティー）。 |                                                                       | | |      |
| # | タイトル                                                              | 作詞 | 作曲・編曲 | 時間 |
| 1. | 「羽根の生えた蛇の追跡 La poursuite du serpent à plumes」             | ミッシェル・ポルナレフ アレンジ：全てミッシェル・ポルナレフ（「羽根の生えた蛇の追跡」のみジャン・ブシェティー） | ミッシェル・ポルナレフ アレンジ：全てミッシェル・ポルナレフ（「羽根の生えた蛇の追跡」のみジャン・ブシェティー） | 2:33 |
| 2. | 「パリ・メキシコ Paris-Mexique」                                      | ミッシェル・ポルナレフ アレンジ：全てミッシェル・ポルナレフ（「羽根の生えた蛇の追跡」のみジャン・ブシェティー） | ミッシェル・ポルナレフ アレンジ：全てミッシェル・ポルナレフ（「羽根の生えた蛇の追跡」のみジャン・ブシェティー） | 1:21 |
| 3. | 「羽根の生えた蛇の逆襲 Générique "La vengeance du serpent a plumes"」 | ミッシェル・ポルナレフ アレンジ：全てミッシェル・ポルナレフ（「羽根の生えた蛇の追跡」のみジャン・ブシェティー） | ミッシェル・ポルナレフ アレンジ：全てミッシェル・ポルナレフ（「羽根の生えた蛇の追跡」のみジャン・ブシェティー） | 4:13 |
| 4. | 「美女は復讐する La belle veut sa revanche (instrumental)」           | ミッシェル・ポルナレフ アレンジ：全てミッシェル・ポルナレフ（「羽根の生えた蛇の追跡」のみジャン・ブシェティー） | ミッシェル・ポルナレフ アレンジ：全てミッシェル・ポルナレフ（「羽根の生えた蛇の追跡」のみジャン・ブシェティー） | 2:15 |
| 5. | 「羽根の生えた蛇のダンス Danse du serpent a plumes」                  | ミッシェル・ポルナレフ アレンジ：全てミッシェル・ポルナレフ（「羽根の生えた蛇の追跡」のみジャン・ブシェティー） | ミッシェル・ポルナレフ アレンジ：全てミッシェル・ポルナレフ（「羽根の生えた蛇の追跡」のみジャン・ブシェティー） | 1:25 |
| 6. | 「ロープ塔 Tire-fesses」                                              | ミッシェル・ポルナレフ アレンジ：全てミッシェル・ポルナレフ（「羽根の生えた蛇の追跡」のみジャン・ブシェティー） | ミッシェル・ポルナレフ アレンジ：全てミッシェル・ポルナレフ（「羽根の生えた蛇の追跡」のみジャン・ブシェティー） | 0:35 |
| 7. | 「調教師アルヴァロ Manege alvaro」                                    | ミッシェル・ポルナレフ アレンジ：全てミッシェル・ポルナレフ（「羽根の生えた蛇の追跡」のみジャン・ブシェティー） | ミッシェル・ポルナレフ アレンジ：全てミッシェル・ポルナレフ（「羽根の生えた蛇の追跡」のみジャン・ブシェティー） | 1:17 |
| 8. | 「骸骨人間 L'homme squelette」                                        | ミッシェル・ポルナレフ アレンジ：全てミッシェル・ポルナレフ（「羽根の生えた蛇の追跡」のみジャン・ブシェティー） | ミッシェル・ポルナレフ アレンジ：全てミッシェル・ポルナレフ（「羽根の生えた蛇の追跡」のみジャン・ブシェティー） | 1:29 |

| #   | タイトル                                                                        | 作詞 | 作曲・編曲 | 時間  |
| --- | ------------------------------------------------------------------------------- | ---- | ---------- | ----- |
| 9.  | 「美女は復讐する（何度も何度も） La belle veut sa revanche (encore et encore)」 |      |            | 3:39  |
| 10. | 「ロックン・ロール・ノン・ストップ Rock'n'roll non stop」                       |      |            | 11:35 |